# Louise Stebler
Louise Stebler (geboren 3. Juli 1924 in Zürich; gestorben 12. Februar 2019) war eine Schweizer Politikerin (PdA) und Friedensaktivistin. Sie war eine der ersten Grossrätinnen des Kantons Basel-Stadt.

## Leben
Stebler wurde in einer antifaschistischen Familie auf. Ihr Vater war in der Arbeiterbewegung aktiv. Er war Streikposten beim Landesstreik und engagierte sich bei den Naturfreunden. In Zürich geboren, zog sie mit der Familie nach Basel, als sie fünf Jahre alt war. Bereits als Kind strickte sie Socken für die republikanische Seite im Spanischen Bürgerkrieg. Sie absolvierte das Basler Mädchengymnasium. Zu der Zeit war sie Mitglied der Freien Jugend, die der Kommunistischen Partei der Schweiz (KPS) nahe stand. Als deren Mitglied war sie im Widerstand gegen den Nationalsozialismus tätig. Die Gruppe entfernte im Güterbahnhof Wolf bei deutschen Zügen, die zur Weiterfahrt nach Italien bestimmt waren, das Fett der Räder und ersetzte es durch Sand. Sie druckte eine illegale Zeitung und Flugblätter in Basel, die nach Deutschland geschmuggelt wurden. Auch in Basel betrieb die Gruppe antinationalsozialistische Propaganda. So hängte sie ein Plakat mit der Aufschrift «Schnauz [Stalin] schlägt Schnäuzchen [Hitler]» über dem Rhein auf.
1946 heiratete Stebler Hans («Joe») Stebler. In der Zeit nach dem Zweiten Weltkrieg wurde sie Opfer antikommunistischer Übergriffe. Die Fensterscheiben des Optikergeschäfts, das sie zusammen mit ihrem Mann von ihrem Vater übernommen hatte, wurden eingeschlagen. In den Nachkriegsjahren war sie zusammen mit ihrem Mann am Aufbau der Friedensbewegung in der Schweiz beteiligt, etwa an der Gründung der Organisation «Frieden durch Aufbau». 1947 reiste sie mit andern Jugendlichen nach Jugoslawien, um eine Eisenbahnlinie zu reparieren. Ab 1949 engagierte sie sich für den Aufbau einer Schweizer Friedensbewegung. Sie nahm am Pariser Weltfriedenskongress teil und nahm an der Gründung des Basler Komitees für den Kampf um den Frieden und der Schweizerischen Bewegung der Friedenspartisanen, der späteren Schweizerischen Friedensbewegung (SFB), teil. Weiter war sie in der Internationalen Demokratischen Frauenföderation tätig und engagierte sich gegen Atomwaffen und für Befreiungsbewegungen in der Dritten Welt.
1968 war sie eine der ersten vierzehn Frauen, die in den Grossen Rat des Kantons Basel-Stadt gewählt wurden. Sie blieb mit einem Unterbruch von vier Jahren bis 1996 dessen Mitglied. Im Grossen Rat arbeitete sie eng mit den übrigen gewählten Frauen aller Parteien zusammen. Sie trafen sich jeweils eine halbe Stunde vor den Sitzungen, um sich bei gewissen Themen abzusprechen.